# 約里斯·范奥弗里姆
約里斯·范奥弗里姆（荷蘭語：Joris van Overeem；1994年6月1日—）是一位荷蘭足球運動員。在場上的位置是中場。他現在效力於荷蘭足球甲級聯賽球隊多德勒支足球俱樂部。他也代表荷蘭各級國家青年足球隊參賽。